# Мейте, Суалихо
Суалихо Мейте (фр. Soualiho Meïté; 17 марта 1994, Париж, Франция) — французский футболист ивуарийского происхождения, полузащитник клуба «Бенфика».

## Клубная карьера
Суалихо Мейте — воспитанник клубов «Пари 13 Атлетико», «Венсенн» и «Осера». 14 марта 2011 года Мейте подписал свой первый профессиональный контракт с клубом «Осер». Уже вскоре он был переведен в основную команду и получил футболку под номером 32. Свой дебют Мейте отметил 20 ноября, выйдя на замену в матче против «Валансьена».
В зимнее трансферное окно 2013 года Мейте был приобретен «Лиллем» за 1,5 млн евро. Отыграв 3 года за французский «Лилль», Мейте в 2016 году был отдан на год в аренду в бельгийскую команду «Зюльте-Варегем», где провёл 33 матча и забил 1 гол.
17 июня 2017 года он был продан «Монако» за 8 миллионов евро. После непродолжительного периода в составе «монегасков» он провёл 2 матча, прежде чем отправиться в аренду в «Бордо», где провел сезон 2017/2018, сыграв 18 матчей. Свой единственный гол за бордосцев он забил в ворота «Монпелье» в апреле 2018 года.
10 июля 2018 года Мейте был подписан итальянским клубом «Торино» в результате обмена на равных с защитником Антонио Баррекой, который перебрался в Монако. Дебют Мейте за «Торино» состоялся 12 августа в матче Кубка Италии против «Козенцы». Свой первый гол в составе нового клуба он забил в ворота миланского «Интера» 26 августа.
16 января 2021 года Мейте подписал контракт с «Миланом», взятым в аренду у Торины с правом выкупа. Стоимость аренды составила 1 миллион евро, а выкупной опцион оценен в 9 миллионов евро.
23 июля 2021 года французский полузащитник подписал контракт с португальским клубом «Бенфика». Сумма трансфера составила 7 миллионов евро, а контракт с игроком рассчитан до 2026 года. Свой дебют в футболке «орлов» Мейте отметил 7 августа в матче против «Морейренсе», выйдя в стартовом составе. В Лиссабоне он провел 27 матчей, прежде чем уйти в аренду в «Кремонезе» в сезоне 2022/2023, где провел 35 матчей и отдал две результативные передачи.
27 августа 2023 года Мейте перешёл в греческий клуб «ПАОК» на правах аренды с опцией выкупа за 4 миллиона евро, при этом «Бенфика» сохраняет за собой 30 % от будущей перепродажи. Мейте дебютировал за ПАОК в матче против ОФИ выйдя на замену 3 сентября 2023 года.

## Международная карьера
Родился во Франции, ивуарийского происхождения. Бывший игрок сборной Франции среди молодёжи, он представлял свою страну на уровне до 16 и до 17 лет. Он играл за команду до 17 лет на чемпионате мира по футболу 2011 года среди юношей до 17 лет.

## Статистика
| Клуб                   | Сезон   | Лига              | Лига | Лига |
| Клуб                   | Сезон   | Дивизион          | Игры | Голы |
| ---------------------- | ------- | ----------------- | ---- | ---- |
| Осер Б                 | 2010-11 | Насьональ 2       | 4    | 0    |
| Осер Б                 | 2011-12 | Насьональ 2       | 20   | 2    |
| Осер Б                 | 2012-13 | Насьональ 2       | 6    | 0    |
| Осер Б                 | Итого   | Итого             | 30   | 2    |
| Осер                   | 2011-12 | Лига 1            | 2    | 0    |
| Осер                   | 2012-13 | Лига 2            | 20   | 1    |
| Осер                   | Итого   | Итого             | 22   | 1    |
| Лилль                  | 2013-14 | Лига 1            | 19   | 0    |
| Лилль                  | 2014-15 | Лига 1            | 8    | 0    |
| Лилль                  | 2015-16 | Лига 1            | 3    | 0    |
| Лилль                  | Итого   | Итого             | 30   | 0    |
| Лилль Б                | 2013-14 | Насьональ         | 2    | 0    |
| Лилль Б                | 2014-15 | Насьональ         | 8    | 0    |
| Лилль Б                | 2015-16 | Насьональ 2       | 9    | 2    |
| Лилль Б                | Итого   | Итого             | 19   | 2    |
| Зюлте-Варегем (аренда) | 2015-16 | Первый дивизион A | 3    | 0    |
| Зюлте-Варегем (аренда) | 2016-17 | Первый дивизион A | 30   | 1    |
| Зюлте-Варегем (аренда) | Итого   | Итого             | 33   | 1    |
| Монако                 | 2017-18 | Лига 1            | 2    | 0    |
| Бордо (аренда)         | 2017-18 | Лига 1            | 18   | 1    |
| Торино                 | 2018-19 | Серия А           | 35   | 2    |
| Торино                 | 2019-20 | Серия А           | 33   | 0    |
| Торино                 | 2020-21 | Серия А           | 14   | 1    |
| Торино                 | Итого   | Итого             | 102  | 4    |
| Милан (аренда)         | 2020-21 | Серия А           | 16   | 0    |
| Бенфика                | 2021-22 | Примейра-лига     | 17   | 0    |
| Бенфика                | 2024-25 | Примейра-лига     | 0    | 0    |
| Кремонезе (аренда)     | 2022-23 | Серия А           | 31   | 0    |
| ПАОК (аренда)          | 2023-24 | Суперлига Греции  | 10   | 0    |
| Всего                  | Всего   | Всего             | 310  | 10   |

## Достижения
«Зюлте-Варегем»
- Кубок Бельгии: 2016-17

«Бенфика»
- Суперкубок Португалии по футболу: 2023

«ПАОК»
- Суперлига Греции: 2023-24